# Laurel Music
Laurel Music är en svensk musikgrupp bildad 2001 av Tobias Isaksson och Malin Dahlberg. Bandet gav tidigare ut skivor på Labrador Records.

## Biografi
Laurel Music bildades 2001 när skivbolaget Labrador sammanförde Tobias Isaksson med Malin Dahlberg (även verksam i bandet Douglas Heart). Duon blev tillfrågade att spela in några låtar till samlingsskivan The Sound of Young Sweden Vol. 3, vilket kom att bli bandet första skivmedverkan. Detta följdes av singlarna Sacred Heart (2002) och Dreams and Lies (2004), båda utgivna på Labrador.
Debutalbumet This Night and the Next kom 2004, även det på Labrador. Inför inspelningen av detta insåg bandet att de behövde ett band för en komplettera sitt sound. Som en följd av detta blev Max Sjöholm (även i Douglas Heart, Afraid of Stairs) en permanent medlem i gruppen.

## Diskografi

### Album
- 2004 - This Night and the Next

### Singlar
- 2002 - Sacred Heart
- 2004 - Dreams and Lies

## Medlemmar
- Tobias Isaksson
- Malin Dahlberg
- Max Sjöholm